# Dick Fosbury
Richard Douglas "Dick" Fosbury, född 6 mars 1947 i Portland, Oregon, död 12 mars 2023 i Salt Lake City, Utah, var en amerikansk höjdhoppare. 
Han uppfann den nuvarande hoppstilen (Fosbury-flopp) som innebär att man hoppar över ribban med ryggen vänd mot den. Fosburys stil sågs från början som en kuriositet utan mer omfattande konsekvenser för grenen och hans tränare försökte få honom att sluta med den. En ny tränare insåg dock dess värde och 1966 och 1967 vann Fosbury alla amerikanska högskoletävlingar. Genombrottet för stilen kom med hans seger i herrarnas höjdhopp vid Olympiska sommarspelen 1968 i Mexico City. Han slog då sitt personliga och det olympiska rekordet på 2,24 m. Därefter gick nästan alla guldmedaljer och världsrekord till hoppare med floppstil och den gamla hoppstilen blev helt utkonkurrerad. 1972 vann Jüri Tarmak OS som den siste med den äldre stilen.